# Трусаон
Трусаон  (швед. Trosaån) — річка на сході південної Швеції, у лені Седерманланд. Довжина річки становить 65 км, площа басейну  — 572 км². (580 км²).